# Budyňská pahorkatina
Budyňská pahorkatina je geomorfologický okrsek ve střední a jihozápadní části Terezínské kotliny, ležící v okrese Litoměřice v Ústeckém kraji.

## Poloha a sídla
Území okrsku se nachází zhruba mezi sídly Travčice (na severu), Libotenice (na severovýchodě), Přestavlky (na jihovýchodě), Libochovice (na jihozápadě) a Doksany (na západě). Uvnitř leží větší částí titulní město Budyně nad Ohří.

## Geomorfologické členění
Okrsek Budyňská pahorkatina (dle značení Jaromíra Demka VIB–1C–2) náleží do celku Dolnooharská tabule a podcelku Terezínská kotlina.
Podrobnější členění Balatky a Kalvody neuvádí okrsek Budyňská pahorkatina, nýbrž Budyňská rovina, a to jako podokrsek okrsku Lovosická kotlina (zbývající okrsek je zde Roudnická brána).
Pahorkatina sousedí s dalšími okrsky Dolnooharské tabule: Oharská niva na západě, Polepská rovina na severu, Roudnická brána a Krabčická plošina na východě a Perucká tabule na jihu.

## Významné vrcholy
Nejvyšším vrcholem Budyňské pahorkatiny, potažmo celé Terezínské kotliny, je Mrchový kopec (211 m n. m.).
- Mrchový kopec (211 m)
- Skála (210 m)